# Madden NFL
De Madden NFL serie van American football-spellen, uitgegeven door EA Sports, is een van de meestverkochte NFL simulaties op de markt. Het is tevens ook het enige NFL-gelicentieerde spel dat op de markt wordt gebracht. Voordat EA de licentie toegewezen kreeg, produceerde 2K Sports de spellen.

## Geschiedenis
De serie startte in 1988 met de speltitel John Madden Football, vernoemd naar de succesvolle football-coach John Madden. In 1993 kwam hier verandering toen werd besloten om alleen de achternaam van de oud-coach te gebruiken in de titel voor de game. Het spel werd tot 2007 ook uitgebracht op de pc, maar EA besloot om dit stop te zetten omdat op de pc-versie veel zogenaamde mods werden toegevoegd. Echter, op 9 juni 2018 werd bekendgemaakt dat Madden NFL 19 weer voor de pc wordt uitgebracht. De computerspellen zijn elk jaar een van de best verkochte spellen in Noord-Amerika, en zijn ook in Europa verkrijgbaar.

## Computerspellen in de reeks
| naam                     | jaar | platforms                                                                                            |
| ------------------------ | ---- | --- |
| Madden NFL 19            | 2018 | Windows, Xbox One, Playstation 4                                                                     |
| Madden NFL 18            | 2017 | Xbox One, Playstation 4                                                                              |
| Madden NFL 17            | 2016 | Xbox 360, Playstation 3, Xbox One, Playstation 4                                                     |
| Madden NFL 16            | 2015 | Xbox 360, Playstation 3, Xbox One, Playstation 4                                                     |
| Madden NFL Mobile        | 2014 | iOS, Android                                                                                         |
| Madden NFL 15            | 2014 | Xbox 360, Playstation 3, Xbox One, Playstation 4                                                     |
| Madden NFL 25            | 2013 | Xbox 360, Playstation 3, Xbox One, Playstation 4, iOS, Android                                       |
| Madden NFL 13            | 2012 | Xbox 360, Playstation 3, Wii, Wii U, PS Vita, iOS                                                    |
| Madden NFL 12            | 2011 | PlayStation 2, Xbox 360, Playstation 3, Wii, PSP, iOS, Android                                       |
| Madden NFL               | 2011 | Nintendo 3DS                                                                                         |
| Madden NFL 11            | 2010 | PlayStation 2, Xbox 360, Playstation 3, Wii, PSP, iOS                                                |
| Madden NFL 10            | 2009 | PlayStation 2, Xbox 360, Playstation 3, Wii, PSP, iOS                                                |
| Madden NFL 09            | 2008 | PlayStation 2, Xbox, Xbox 360, Playstation 3, Wii, Nintendo DS, PSP                                  |
| Madden NFL 08            | 2007 | Windows,macOS, PlayStation 2, Xbox, Xbox 360, Playstation 3, Wii, Game Boy Advance, Nintendo DS, PSP |
| Madden NFL 07            | 2006 | Windows, PlayStation 2, Xbox, Xbox 360, Playstation 3, Wii, Game Boy Advance, Nintendo DS, PSP       |
| Madden NFL 06            | 2005 | Windows, PlayStation 2, Xbox, Xbox 360, Game Boy Advance, Nintendo DS, PSP                           |
| Madden NFL 2005          | 2004 | Windows, PlayStation, PlayStation 2, Xbox, Game Boy Advance, Nintendo DS, Tapwave Zodiac             |
| Madden NFL 2004          | 2003 | Windows, PlayStation, PlayStation 2, Xbox, Game Boy Advance                                          |
| Madden NFL 2003          | 2002 | Windows, PlayStation, PlayStation 2, Xbox, Game Boy Advance                                          |
| Madden NFL 2002          | 2001 | Windows, PlayStation, PlayStation 2, Xbox, GameCube, Game Boy Advance                                |
| Madden NFL 2001          | 2000 | Windows, PlayStation, PlayStation 2, Game Boy Color                                                  |
| Madden NFL 2000          | 1999 | Windows, PlayStation, Nintendo 64, Game Boy Color, Apple Macintosh                                   |
| Madden NFL 99            | 1998 | Windows, PlayStation, Nintendo 64                                                                    |
| Madden NFL 98            | 1997 | Windows, PlayStation, Sega Saturn                                                                    |
| Madden Football 64       | 1997 | Nintendo 64                                                                                          |
| Madden NFL 97            | 1996 | Windows, PlayStation, Sega Saturn                                                                    |
| Madden NFL '96           | 1995 | Windows, SNES, Mega Drive, Gameboy                                                                   |
| Madden NFL '95           | 1994 | SNES, Mega Drive                                                                                     |
| Madden NFL '94           | 1993 | SNES, Mega Drive                                                                                     |
| John Madden Football '93 | 1992 | SNES, Mega Drive                                                                                     |
| John Madden Football '92 | 1991 | Mega Drive                                                                                           |
| John Madden Football II  | 1991 | DOS                                                                                                  |
| John Madden Football     | 1990 | SNES, Mega Drive                                                                                     |
| John Madden Football     | 1988 | DOS                                                                                                  |